# Biển Weddell

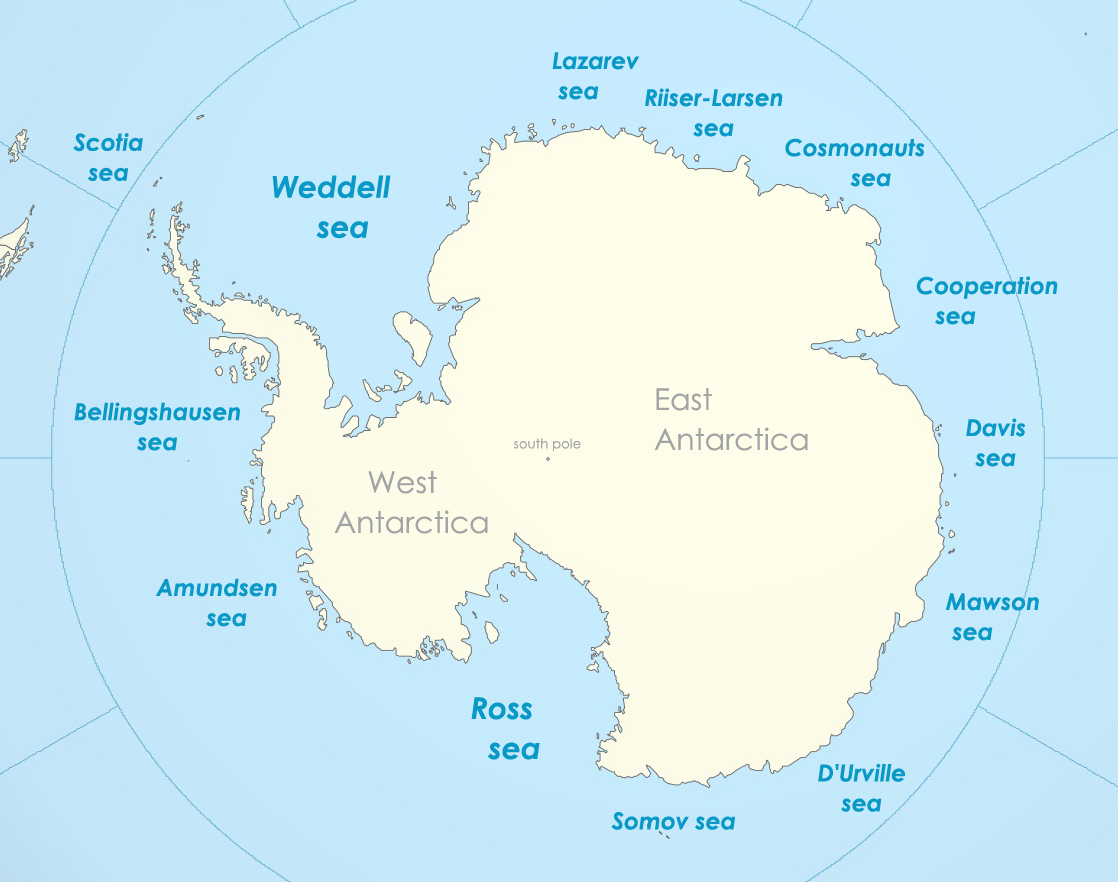
Biển Weddell thuộc Nam Đại Dương

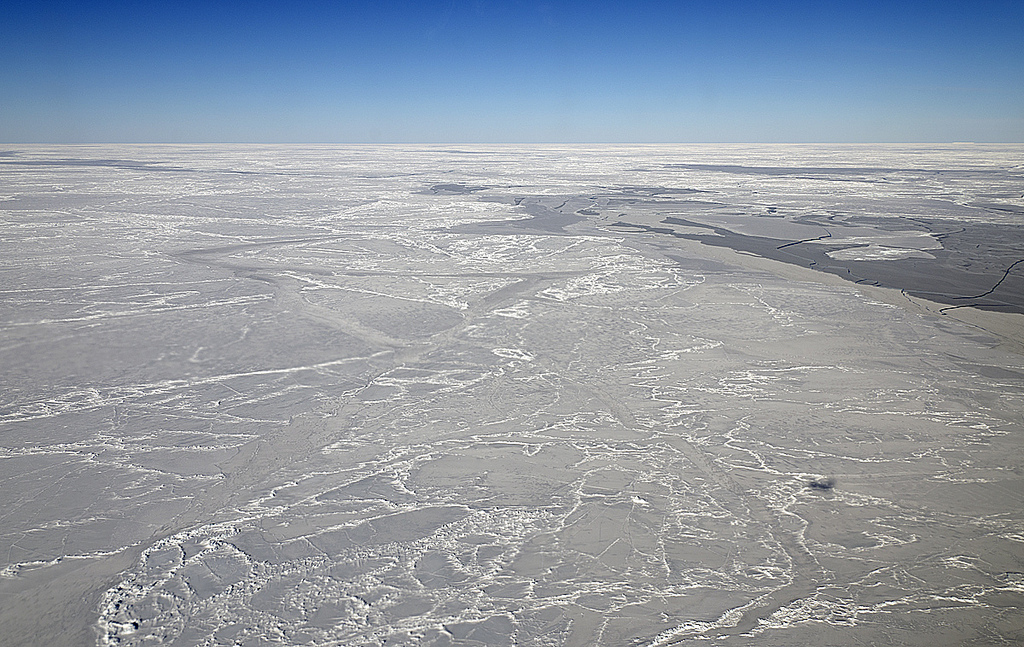
Băng rải rác ở Biển Weddell

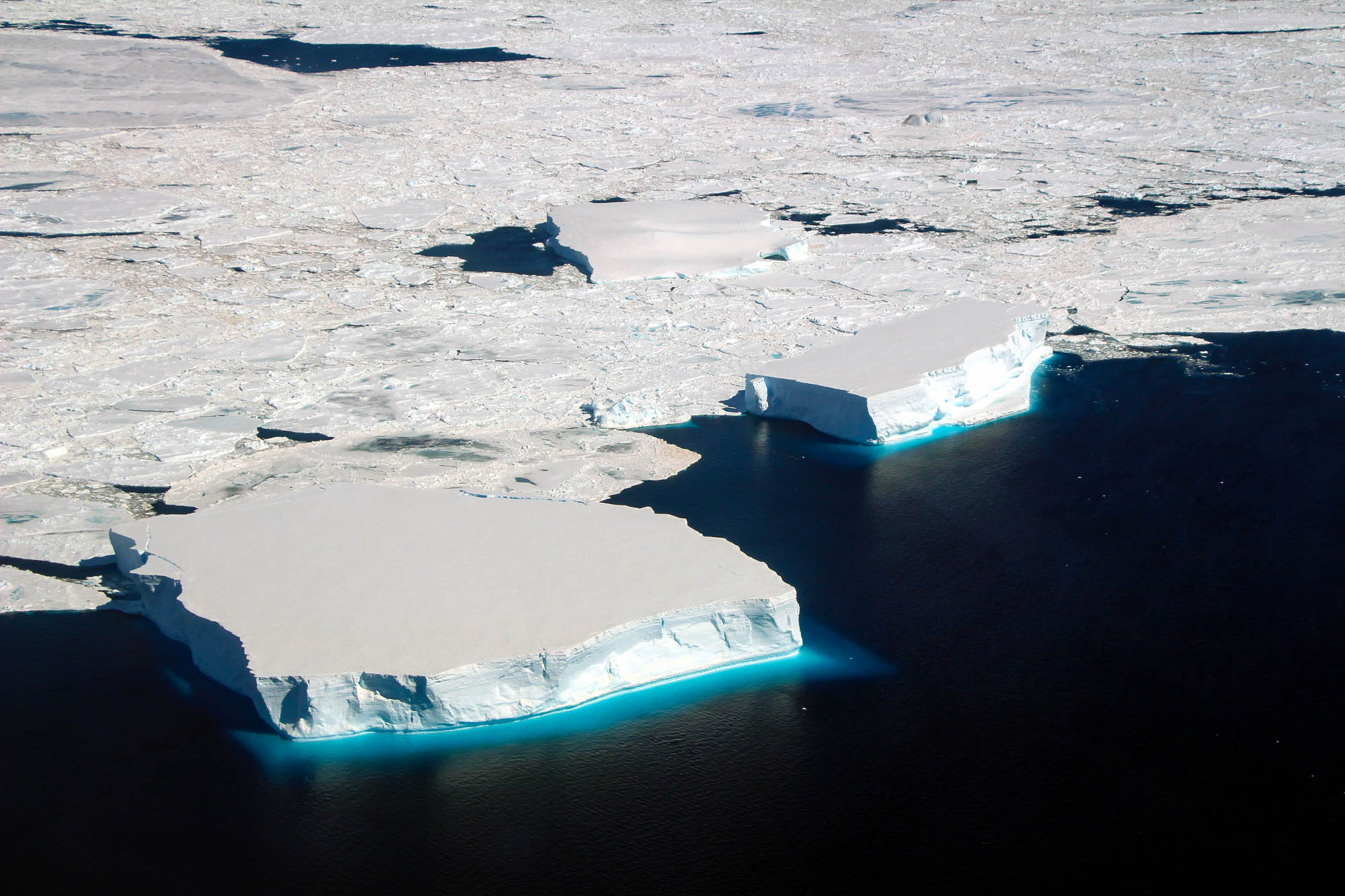

Biển Weddell là một phần của Nam Đại Dương, ranh giới đất của biển được định nghĩa bởi vịnh được hình thành từ các bờ biển của vùng đất Coats và bán đảo Nam Cực. Điểm cực đông là Mũi Norvegia tại vùng đất Princess Martha, vùng đất Queen Maud. Phía đông Mũi Norvegia là Biển King Haakon VII. Phần lớn phần phía nam của biển được bao phủ bởi một vùng thềm băng rộng vĩnh cửu, thềm băng Filchner-Ronne. Biển này nằm trong hai tuyên bố chủ quyền lãnh thổ Nam cực chồng chéo nhau của Argentina (Nam Cực thuộc Argentina) và Anh (Lãnh thổ Nam Cực thuộc Anh) và cũng nằm trong yêu sách lãnh thổ của Chile (lãnh thổ Chilê Nam Cực). Ở độ rộng biển rộng khoảng 2.000 km (1.200 dặm), và diện tích của nó khoảng 2,8 triệu cây số vuông.
Biển Weddell là một trong số ít các địa điểm trong Đại dương thế giới nơi các khối nước sâu và đáy được hình thành góp phần vào sự luân chuyển  đường nhiệt toàn cầu. Lưu thông ở phía tây biển Weddell bị chi phối bởi dòng chảy hướng bắc. Dòng chảy hướng Bắc này là phần phía Tây của một vòng hải lưu xoáy thuận chủ yếu do gió, gọi là Vòng hải lưu Weddell. Vòng hải lưu Weddell là một trong hai vòng hải lưu tồn tại ở Nam Đại Dương. Vòng hải lưu được hình thành do sự tương tác giữa Dòng hải lưu Nam Cực và Thềm lục địa Nam Cực.
Các thềm băng khác nhau, bao gồm thềm băng Filchner-Ronne, bao bọc biển Weddell. Một số thềm băng ở phía đông của bán đảo Nam Cực, trước đây được bao phủ bởi biển Weddell, đã biến mất hoàn toàn vào năm 2002. Trong khi một sự kiện kịch tính, diện tích đã biến mất nhỏ hơn rất nhiều so với tổng diện tích thềm băng còn lại.
Biển Weddell đã được các nhà khoa học cho là có nước  trong nhất trên biển. Các nhà nghiên cứu Hà Lan của Viện Alfred Wegener Đức, về việc tìm thấy một đĩa Secchi nhìn thấy ở độ sâu lên đến 79,86 mét (262 ft) vào ngày 13 tháng 10 năm 1986, chắc chắn rằng độ trong tương ứng với lượng nước cất.
Trong cuốn sách năm 1950 của ông The White Continent, nhà sử học Thomas R. Henry viết:
Biển Weddell là, theo lời kể của tất cả những người đã đi thuyền qua vùng biển đầy tảng băng, khu vực nguy hiểm nhất và đáng sợ nhất trên Trái Đất. Biển Ross là tương đối yên bình, có thể đoán trước, và an toàn.

Ông tiếp tục cho toàn bộ chương, kể về những huyền thoại về người có mái tóc màu xanh lục nhìn thấy trong vùng nước biển đóng băng của biển, không có khả năng phi hành đoàn điều khiển con đường tới bờ biển cho đến năm 1949, và những thứ "đóng băng" Chẳng hạn như Endurance của Ernest Shackleton, phó mặc cho các tảng băng trôi.